# Golancourt
Golancourt é uma comuna francesa na região administrativa de Altos da França, no departamento de Oise. Estende-se por uma área de 4,13 km². Em 2010 a comuna tinha 401 habitantes (densidade: 97,1 hab./km²).